# Observatoire radar J.S. Marshall
Pour les articles homonymes, voir Marshall.
L’Observatoire radar J.S. Marshall (ou MRO) est une composante de l’Université McGill située au campus MacDonald, à Sainte-Anne-de-Bellevue, Québec, où des chercheurs du département des sciences atmosphériques et océaniques travaillent sur différents radars météorologiques et autres senseurs, la plupart fonctionnant 24 heures sur 24. L'instrument principal de l'Observatoire qui faisait partie du réseau canadien de radars météorologiques, sous contrat avec le Service météorologique du Canada jusqu'au 3 octobre 2018, peut encore servir à la recherche sur les précipitations pour la région de Montréal.

## Rôle
Le rôle principal du MRO est l’enseignement et la recherche. Le groupe développe et  met à jour des radars météorologiques, recherche de nouvelles façons de traiter et d’utiliser les données de ces radars et fait de la recherche fondamentale sur la physique des précipitations et leur prévision. Les résultats de ces recherches sont publiés dans les journaux scientifiques et le transfert de connaissances se fait en continu avec les météorologistes opérationnels.

## Histoire
En 1862, le premier observatoire météorologique de McGill  fut construit grâce au Dr. Charles Smallwood. Ce dernier prenait des relevés météorologiques quotidiens depuis 1840, donna ses instruments et devint le premier chef de l’observatoire.
En 1943, le projet « Stormy Weather» fut donné à J. Stewart Marshall à Ottawa par le ministère national de la défense. Le but était de trouver un usage pour les échos parasitaires des radars qui s’étaient avérés provenir des précipitations. Marshall et son étudiant au doctorat, Walter Palmer, sont d’ailleurs devenus célèbres pour leur travail sur la distribution de gouttes dans la pluie des latitudes moyennes qui déboucha sur la relation retour radar (réflectivité) versus taux de précipitations: relation Z-R.
Juste après la Seconde Guerre mondiale, Marshall et R.H. Douglas formèrent le « Stormy Weather Group » à  McGill et poursuivirent leur travail. Différents instruments furent utilisés par le groupe dans la recherche sur les propriétés fondamentales des précipitations. Ces derniers étaient montés au collège Dawson, juste au sud du campus principal de l’université. En 1954, le Groupe a obtenu un radar AN/CPS-9, prêté par l'United States Air Force, lui permettant de faire la surveillance des précipitations à des fins de recherche. Il lui a graduellement adjoint des systèmes de traitement développés par les chercheurs et durant les années 1960, le radar était entièrement automatisé et permettait de détecter la structure en trois dimensions les précipitations (neige ou pluie) des tempêtes affectant la région de Montréal. L'affichage se faisait en temps quasi-réel sur papier de télécopie avec les intensités en sept nuances de gris et les données étaient archivées sur des films d'archives.
En 1968, la nécessité d'un radar plus permanent et plus puissant conduisit à la construction de l’observatoire actuel qui fut baptisé Observatoire radar J.S. Marshall un peu plus tard en l’honneur du fondateur du groupe de recherche. Dans un accord avec le gouvernement canadien, les données de ce radar furent utilisées par le Service météorologique du Canada par la suite.
Le 27 février 2017, dans le cadre du remplacement des radars météorologiques canadiens, la ministre de l’Environnement et du Changement climatique, Catherine McKenna, a annoncé la signature d'un contrat de 83 millions de dollars canadiens avec la société Selex ES pour l’achat de 20 nouveaux radars de bande S à double polarisation,. Le radar de McGill fut le second à être remplacé, la construction du nouveau radar de Blainville s'étendant du printemps à l'été 2018. Le radar WMN termina 50 ans de service quotidien aux Canadiens le 30 septembre 2018 mais l'Observatoire continuera la recherche au même site avec une panoplie d'instruments.

## Instrument principal
Un radar météorologique de longueur d’onde de 10 centimètres fut construit en 1968 et utilisé pour la surveillance météo de la région de Montréal (Canada) jusqu'au 1er octobre 2018. Il faisait partie du réseau canadien de radars météorologiques  et était utilisé opérationnellement par le Centre de prévision local pour suivre les précipitations, prévenir du temps violent et pour régulariser le réseau d’égout pluviaux.
Caractéristiques, :
- Son indicatif OACI est CWMN
- Il est à 50 m au-dessus du niveau moyen des mers
- Il a une antenne de 9 mètres de diamètre qui lui donne une résolution de 0,86 degré d’angle. Elle transmet le signal provenant d’un klystron
- L’antenne se trouve au sommet d’une tour de 25 m
- Portée utile de plus de 256 kilomètres
- Il sonde l’atmosphère sur 24 angles de 0,5 à 34,4 degrés au-dessus de l’horizon en 5 minutes
- Originellement prévu seulement pour la réflectivité, donnant la position et l’intensité des précipitations, il fut modernisé en 1992 pour obtenir les vitesses Doppler. Ceci lui donna la possibilité d’estimer la vitesse et la direction de déplacement des gouttes et de repérer leurs mouvements dans les nuages. En 1999, une nouvelle modernisation amena la polarisation double qui permet d’estimer directement le type de précipitations (pluie, neige, grêle, etc.).

Comme ce radar opérait 24 heures par jour et 365 jours par année jusqu'au début d'octobre 2018, la quantité importante de données recueillies permet aux chercheurs de l'université de travailler sur les propriétés des précipitations, le fonctionnement et l'amélioration de la télédétection par radar, le développement de programmes informatiques de traitement des données, etc.

## Autres instruments
Plusieurs autres instruments sont ou ont été utilisés au MRO. Leur nombre et genre dépendent du type de recherche effectuée à un moment précis. Voici une liste partielle :
- Profileur de vents UHF
- Radar bistatique
- Radar vertical de bande X (longueur d’onde de 3 centimètres)
- Célomètre